# 江南陆师学堂
江南陸師學堂是一所创设於清朝光绪二十二年（1896年）的現代軍校。

## 历史
位於江宁（现江苏南京）城北妙耳山，中山北路283号和察哈尔路37号。该校由兩江總督張之洞請奏創辦。錢德培、俞明震等人先後擔任總辦（校長）。王伯沆等人曾任教习。自第二期起開辦附設礦路學堂。江南陆师学堂开办四期后停办。
辛亥革命領袖趙聲上將、吳旸谷上將、抗日將領方振武上將等人曾就學於江南陸師學堂。
學堂占地2公顷,有西式房屋15间、中式房屋230间，其中总办办公楼与德籍教员楼为西式楼房，其余为平房。辛亥革命之后，学堂旧址的东部改为兵营，西部改为江苏第一农业学校，1927年并入第四中山大学（1928年改名国立中央大学），属国立中央大学农学院。1946年，国立中央大学附属中学（现南京师范大学附属中学）迁入。